# Nae a-idineun Gangnammi-in
Nae a-idineun Gangnammi-in (내 아이디는 강남미인?, lett. "La mia identità è bellezza di Gangnam"; titolo internazionale My ID is Gangnam Beauty) è un drama coreano trasmesso su JTBC dal 27 luglio al 15 settembre 2018.

## Trama
Kang Mi-rae decide di sottoporsi a un intervento di chirurgia plastica dopo anni di bullismo a causa del suo aspetto. La sua "rinascita" all'inizio sembra avere successo, ma mentre la sua vita all'università prosegue, il suo piano inizia a fallire. La pressione di essere una "bella ragazza" comincia a colpirla e, peggio, quelli che scoprono il suo intervento la mettono in ridicolo e la etichettano come il "mostro della chirurgia plastica di Gangnam". Mi-rae inizia così a cercare di recuperare l'autostima mentre conosce il suo compagno di classe ed ex compagno di scuola alle medie, Do Kyung-seok.

## Personaggi
- Kang Mi-rae, interpretata da Im Soo-hyang e Jeon Min-seo (da giovane)
- Cha Eun-woo as Do Kyung-seok, interpretato da Cha Eun-woo,  Shin Jun-seop (da giovane) e Moon Woo-jin (da bambino)
- Hyun Soo-ah, interpretata da Jo Woo-ri
- Yeon Woo-young, interpretato da Kwak Dong-yeon

## Colonna sonora
1. Love Diamond – Weki Meki
2. True – Runy
3. You Are My... (향수) – Celine
4. No No – Owol
5. Something – George, Kang Hye-in
6. D-Day – Junggigo
7. Always You – Jin Min-ho
8. Rainbow Falling – Cha Eun-woo (Astro)
9. Let's Go – A-Yeon, Chahee (Melody Day)
10. Holiday – Yeoeun (Melody Day)

## Distribuzioni internazionali
| Paese/Regione | Canale/i       | Prima TV                        | Titolo adottato                                                 |
| ------------- | -------------- | ------------------------------- | --------------------------------------------------------------- |
| Hong Kong     | Now TV         | 24 febbraio-16 marzo 2019       | 我的ID是江南美人 (La mia identità è bellezza di Gangnam)        |
| Hong Kong     | ViuTV          | 2 settembre-2 ottobre 2019      | 我的ID是江南美人 (La mia identità è bellezza di Gangnam)        |
| Taiwan        | Long Turn TV   | 2 novembre 2019-11 gennaio 2020 | 我的ID是江南美人 (La mia identità è bellezza di Gangnam)        |
| Taiwan        | EBC            | 28 gennaio 2021-?               | 我的ID是江南美人 (La mia identità è bellezza di Gangnam)        |
| Singapore     | Suria          | 4 gennaio-marzo 2020            | My ID is Gangnam Beauty (La mia identità è bellezza di Gangnam) |
| Indonesia     | Trans TV       | 15 aprile-4 maggio 2019         | My ID is Gangnam Beauty (La mia identità è bellezza di Gangnam) |
| Mongolia      | Edutainment TV | marzo 2019-?                    |                                                                 |
| Filippine     | ABS-CBN        | 5 agosto-4 ottobre 2019         | Gangnam Beauty (Bellezza di Gangnam)                            |
| Medio Oriente | MBC4           | giugno 2020                     |                                                                 |